# Tracción

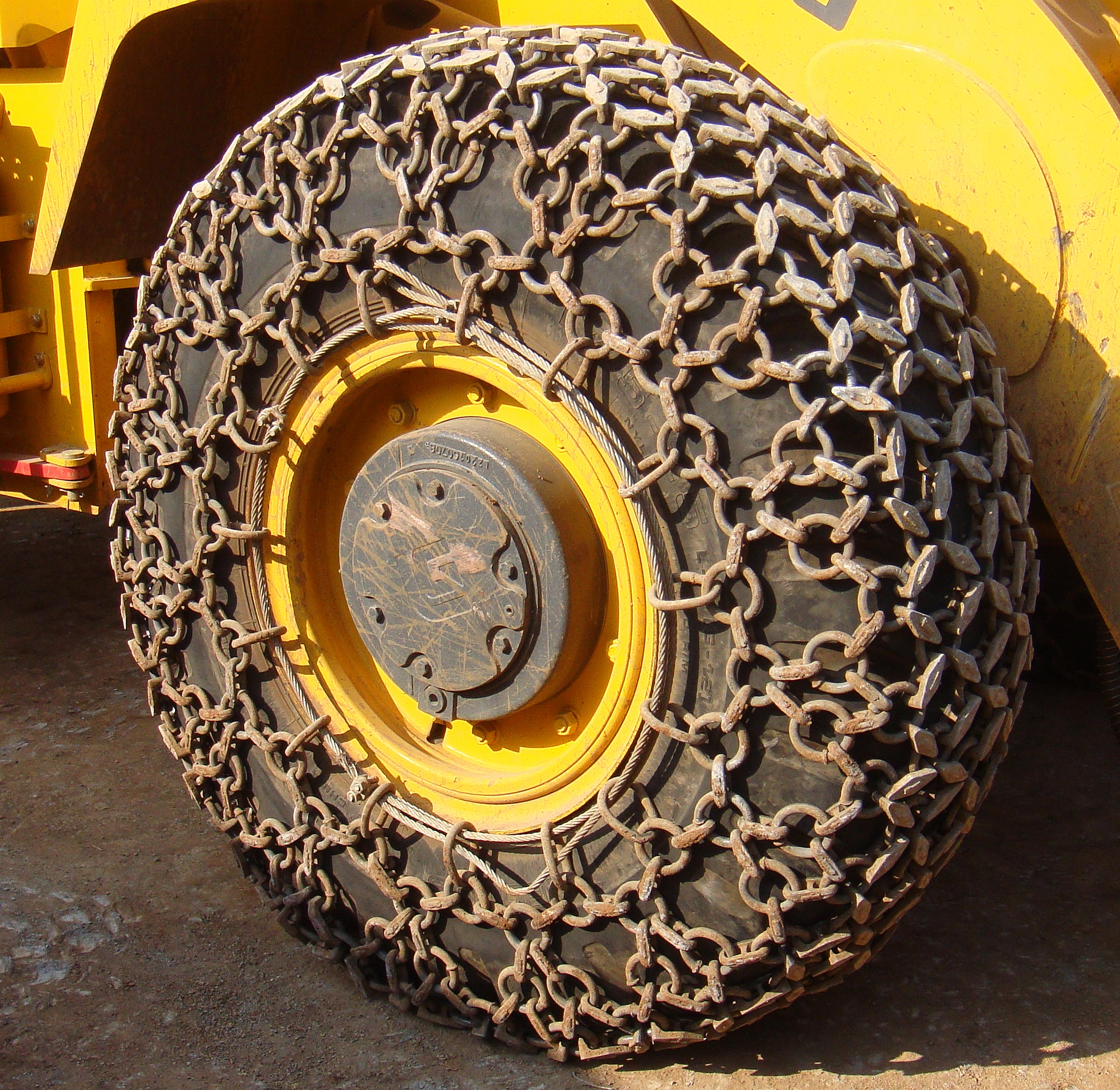
Cadenas de tracción en una rueda

En el cálculo de estructuras e ingeniería se denomina tracción al esfuerzo interno al que está sometido un cuerpo por la aplicación de dos fuerzas que actúan en sentido opuesto, y tienden a estirarlo.
Lógicamente, se considera que las tensiones que tiene cualquier sección perpendicular a dichas fuerzas son normales a esa sección, y poseen sentidos opuestos a las fuerzas que intentan alargar el cuerpo.

## Deformaciones
Un cuerpo sometido a un esfuerzo de tracción sufre deformaciones positivas (estiramientos) en ciertas direcciones por efecto de la tracción. Sin embargo el estiramiento en ciertas direcciones generalmente va acompañado de acortamientos en las direcciones transversales; así si en un prisma mecánico la tracción produce un alargamiento sobre el eje "X" que produce a su vez un encogimiento sobre los ejes "Y" y "Z". Este encogimiento es proporcional al coeficiente de Poisson (ν):

{\displaystyle \varepsilon _{y}=\varepsilon _{z}=-\nu \varepsilon _{x}}

Cuando se trata de cuerpos sólidos, las deformaciones pueden ser estiramiento: en este caso, el cuerpo ha superado su punto de fluencia y se comporta de forma plástica, de modo que tras cesar el esfuerzo de tracción se mantiene el alargamiento; si las deformaciones no son permanentes se dice que el cuerpo es elástico, de manera que, cuando desaparece el esfuerzo de tracción, aquel recupera su longitud primitiva.
La relación entre la tracción que actúa sobre un cuerpo y las deformaciones que produce se suele representar gráficamente mediante un diagrama de ejes cartesianos que ilustra el proceso y ofrece información sobre el comportamiento del cuerpo de que se trate.

## Resistencia en tracción
Como valor comparativo de la resistencia característica de muchos materiales, como el acero o la madera, se utiliza el valor de la tensión de fallo, o agotamiento por tracción, esto es, el cociente entre la carga máxima que ha provocado el fallo elástico del material por tracción y la superficie de la sección transversal inicial del mismo.

## Comportamiento de los materiales
Son muchos los materiales que se ven sometidos a tracción en los diversos procesos mecánicos. Especial interés tienen los que se utilizan en obras de arquitectura o de ingeniería, tales como las rocas, la madera, el hormigón, el acero, varios metales, etc.
Cada material posee cualidades propias que definen su comportamiento ante la tracción. Algunas de ellas son:
- Elasticidad
- Plasticidad
- Ductilidad
- Fragilidad

Catalogados los materiales conforme a tales cualidades, puede decirse que los de características pétreas, bien sean naturales, o artificiales como el hormigón, se comportan mal frente a esfuerzos de tracción, hasta el punto que la resistencia que poseen no se suele considerar en el cálculo de estructuras.
Por el contrario, las barras de acero soportan bien grandes esfuerzos a tracción y se considera uno de los materiales idóneos para ello. El acero en barras corrugadas se emplean en conjunción con el hormigón para evitar su fisuración, aportando resistencia a tracción, dando lugar al hormigón armado.
Ejemplos
Cualquier elemento sometido a fuerzas externas, que tiendan a flexionarlo, está bajo tracción y compresión. Los elementos pueden no estar sometidos a flexión y estar bajo condiciones de tracción o compresión si se encuentran bajo fuerzas axiales.